# Liste der Premierminister von Simbabwe
Dies ist die Liste der Premierminister von Simbabwe und seiner Vorgängerstaaten Südrhodesien bzw. Rhodesien.
Der Premierminister war der Regierungschef (englisch Prime Minister) von Simbabwe bzw. Südrhodesien. Der Posten des Premierministers, der die Funktion eines Regierungschefs hatte, wurde am 31. Dezember 1987 und nochmals 2013 – nach einer Verfassungsreform – abgeschafft. Die Aufgaben werden seitdem vom Präsidenten übernommen.
| # | Bild                                           | Name (Lebensdaten)                             | Amtsantritt                                    | Amtsaustritt                                   | Partei                                         |
| Britische Kronkolonie Südrhodesien (1923–1965)                                                                                 | Britische Kronkolonie Südrhodesien (1923–1965) | Britische Kronkolonie Südrhodesien (1923–1965) | Britische Kronkolonie Südrhodesien (1923–1965) | Britische Kronkolonie Südrhodesien (1923–1965) | Britische Kronkolonie Südrhodesien (1923–1965) |
| --- | ---------------------------------------------- | ---------------------------------------------- | ---------------------------------------------- | ---------------------------------------------- | ---------------------------------------------- |
| 1 |                                                | Charles Coghlan (1863–1927)                    | 1. Oktober 1923                                | 28. August 1927                                | Rhodesienpartei                                |
| 2 |                                                | Howard Unwin Moffat (1869–1951)                | 2. September 1927                              | 5. Juli 1933                                   | Rhodesienpartei                                |
| 3 |                                                | George Mitchell (1867–1937)                    | 5. Juli 1933                                   | 12. September 1933                             | Rhodesienpartei                                |
| 4 |                                                | Godfrey Huggins (1883–1971)                    | 12. September 1933                             | 7. September 1953                              | Reformpartei (bis 1934) United Party (ab 1934) |
| Föderation von Rhodesien und Njassaland (1953–1963)                                                                            |                                                |                                                |                                                |                                                |                                                |
| (1) |                                                | Godfrey Huggins (1883–1971)                    | 7. September 1953                              | 2. November 1956                               | United Rhodesia Party                          |
| (2) |                                                | Roy Welensky (1907–1991)                       | 2. November 1956                               | 31. Dezember 1963                              | United Rhodesia Party/ United Federal Party    |
| Südrhodesien als Teilstaat der Föderation (1953–1963)                                                                          |                                                |                                                |                                                |                                                |                                                |
| 5 |                                                | Garfield Todd (1908–2002)                      | 7. September 1953                              | 17. Februar 1958                               | United Rhodesia Party                          |
| 6 |                                                | Edgar Whitehead (1905–1971)                    | 17. Februar 1958                               | 17. Dezember 1962                              | United Federal Party                           |
| 7 |                                                | Winston Field (1904–1969)                      | 17. Dezember 1962                              | 13. April 1964                                 | Rhodesische Front                              |
| Britische Kronkolonie Südrhodesien (1964–1965) bzw. unabhängiges Rhodesien (1965–1979)                                         |                                                |                                                |                                                |                                                |                                                |
| 8 |                                                | Ian Smith (1919–2007)                          | 13. April 1964                                 | 1. Juni 1979                                   | Rhodesische Front                              |
| Republik Simbabwe-Rhodesien (1979)                                                                                             |                                                |                                                |                                                |                                                |                                                |
| 9 |                                                | Abel Muzorewa (1925–2010)                      | 1. Juni 1979                                   | 11. Dezember 1979                              | United African National Council                |
| Britische Kronkolonie Südrhodesien (12. Dezember 1979 bis 17. April 1980)                                                      |                                                |                                                |                                                |                                                |                                                |
| |                                                |                                                |                                                |                                                |                                                |
| Republik Simbabwe (seit 1980)                                                                                                  |                                                |                                                |                                                |                                                |                                                |
| 10 |                                                | Robert Mugabe (1924–2019)                      | 18. April 1980                                 | 31. Dezember 1987                              | Zimbabwe African National Union                |
| Amt abgeschafft (31. Dezember 1987 – 11. Februar 2009): Regierung des Staatspräsidenten (Robert Mugabe)                        |                                                |                                                |                                                |                                                |                                                |
| 11 |                                                | Morgan Tsvangirai (1952–2018)                  | 11. Februar 2009                               | 11. September 2013                             | Movement for Democratic Change                 |
| Amt abgeschafft (seit 11. September 2013): Regierung des Staatspräsidenten (Robert Mugabe bis 2017, danach Emmerson Mnangagwa) |                                                |                                                |                                                |                                                |                                                |